# Glansbaldakinspindel
Glansbaldakinspindel (Microlinyphia pusilla) är en spindelart som först beskrevs av Carl Jakob Sundevall 1830.  Glansbaldakinspindel ingår i släktet Microlinyphia och familjen täckvävarspindlar. Arten är reproducerande i Sverige. Utöver nominatformen finns också underarten M. p. quadripunctata.